# ハダメス・ジナタリ
ハダメス・ジナタリ（Radamés Gnattali, 1906年1月27日 - 1988年2月3日、発音によってはハダメス・ニャターリ、ハダメス・ニャタリ、ラダメス・ジナタリ、ラダメス・ニャターリ）は、ブラジル南部ポルト・アレグレ生まれの音楽家、作曲家。クラシック音楽とポピュラー音楽双方に垣根なく携わった。イタリア系。

## 概要
6歳でピアノを初め、ヴァイオリンも演奏していた。15歳のときにはさらにカヴァキーニョやギターもマスターしていた。1924年には、州立芸術学院へ入学し、その後リオ・デ・ジャネイロの国立音楽学校に入学する。
その後故郷に戻り、ピアノ教師として生計を立てつつ、エンリキ・オスワルド弦楽四重奏団でヴィオラ奏者としても活躍した。作曲家としても、フランスの印象派の影響をうけていたが、ブラジルの民族音楽への関心も高く、プライベートでカヴァキーニョやギターの演奏も行っていた。
その後ふたたびリオ・デ・ジャネイロへ移転し、国立放送管弦楽団の指揮者となり、ラジオ放送のためのレコーディングを多数行う。
ポピュラー音楽のアレンジャーとしても活躍したが、彼を有名にしたのは、クラシック作曲家としての作品、管弦楽のための「ブラジリアーナ 1番(Brasiliana No.1)」である。これは1946年にBBC オーケストラによってレコーディングされ有名になったものである。
彼の作品は、ポピュラー音楽（ショーロやサンバ・カンソンなど）とクラシック音楽の垣根なく製作され、それらにはエイトル・ヴィラ＝ロボスやピシンギーニャなどの影響が多く見られる。
1952年には、クラブでピアノを弾いていたアントニオ・カルロス・ジョビンの才能を見いだし、彼がコンチネンタルレコードで作曲家・編曲家となるよう推薦した。その後もジョビンが活躍するために取り計らったり、音楽家としてのアドバイスを与えた。ゆえにハダメスもボサノヴァへの貢献者と言えるだろう。ジョビンは後年にハダメスへの敬意を込めて「我が友ハダメス(Meu Amigo Radamés)」という曲を作曲し、ハダメスと共演した。
近年では、マルカンドレ・アムランらが彼のピアノ曲を演奏しているが、ジナタリの楽譜は多くが未出版であり、入手困難である。

## 文献
- BARBOSA, Valdinha; DEVOS, Ana Maria.  Radamés Gnattali, o eterno experimentador. Rio de Janeiro: FUNARTE, 1985.
- DIDIER, Aluísio. Radamés Gnatalli.  Rio de Janeiro: Brasiliana, 1996.
- ZORZAL, Ricieri Carlini. Dez Estudos para Violão de Radamés Gnattali: estilos musicais e propostas técnico-interpretativas. São Luis/MA: EDUFMA, 2009